# Hraše pri Preddvoru
Hraše pri Preddvoru is een plaats in Slovenië en maakt deel uit van de gemeente Preddvor in de NUTS-3-regio Osrednjeslovenska. De plaats telde 24 inwoners op 1 januari 2020.